# Gari Gyula
Gari Gyula, külföldön Giulio Gari (Medgyes, 1909. szeptember 9. – New York, 1994. április 15.) magyar-olasz-amerikai operaénekes.

## Élete
Hangjára hamar felfigyeltek, és Olaszországba ment hangját képezni. Ekkor változott a neve Gari Gyuláról, Giulio Gari művésznévre. A milánói konzervatórium hallgatója volt, majd a záróvizsgákat követően visszatért Erdélybe. A kolozsvári magyar színpadon először a szilveszteri műsorban lépett fel, 1937. január 1-jén, Szu-csong herceg szerepében mutatkozott be Lehár Ferenc: A mosoly országa című operettjében. 
Néhány kolozsvári fellépés után visszatért Olaszországba. A római Opera Reale szerződtette elsőrangú szerepkörökre. Edgar szerepében debütál Donizetti: Lammermoori Luciában. 
1939 novemberében Amerikába távozott a második világháború miatt, és a Saint Louis-i operaházban énekelt. 1945-től fogva a New York City Center Operaház tagja, megszakításokkal 1955-ig. Fellépést vállalt a New York-i Metropolitan Opera színpadán is. Itt 1958 februárjában Narraboth szerepét énekli Richard StraussSaloméjában, 1959-ben pedig elénekli Muszorgszkij: Borisz Godunov címszerepét, majd később Verdi: Don Carlos címszerepét.
1964-től azonban már csak vendégfellépéseket vállal, főképp San Franciscóban, Pittsburghben, Cincinnatiben. Koncert- és oratóriuménekesként számos hangfelvételt készít. Hosszú és sikeres pályáját zenepedagógusként fejezte be, a New York-i Flushing zeneintézetben. Emlékére alapítványt hoztak létre tanítványai és tisztelői, "The Giulio Gari Foundation" néven, amely elsősorban a kezdő operaénekeseket támogatja ösztöndíjjal.